# Dimère de néon
Le dimère de néon est une  molécule de formule Ne2. Elle est caractérisée par une longueur de liaison d'environ 330 pm (3,3 Å) à l'état fondamental.